# برخورد قطار آندریا-کوراتو
در پیِ برخوردِ دو قطار در مسیرِ آندریا-کوراتو در ساعت ۱۱:۳۰ به وقت محلی روز سه‌شنبه ۱۲ ژوئیه ۲۰۱۶ در مسیری میانِ آندریا (ایتالیا) و کوراتو در منطقهٔ پولیا در جنوبِ ایتالیا دستِ کم ۲۳ نفر کشته، ۵۴ تن زخمی و ۴ تن نیز ناپدید شده‌اند. هر یک از این دو قطار دارای چهار واگن بودند و گفته می‌شود که شدتِ برخورد به اندازه‌ای بوده است که برخی واگن‌ها به توده‌ای از آهن‌پاره تبدیل شده‌اند. برخی از واگن‌ها نیز شدیداً صدمه دیده‌اند.
امدادگران در نزدیکی شهر آندریا در حال تلاش برای بیرون آوردن مسافرانی بودند که در قطار گیر کرده بودند. یک بیمارستان صحرایی برای مداوای مجروحان در حوالی محل حادثه برپا شد و هم‌زمان تعدادی از مجروحان به بیمارستان‌های منطقه منتقل شده‌اند. از جمله کسانی که نجات داده شده‌اند یک کودک خردسال بوده که به بیمارستان انتقال یافته است.
ماتئو رنتسی، نخست‌وزیر ایتالیا سفر خود به میلان را به خاطر این سانحه به تعویق انداخته و به رم بازگشته است.
ماسیمو مازیلی شهردار محل تصادف همراه با انتشار عکس‌هایی از این حادثه روی صفحه فیس‌بوک خود نوشت:
«مثل فاجعه سقوط یک هواپیماست»
.

رئیس پلیس شهر آندریا به رسانه‌ها گفت:
«این حادثه یک فاجعهٔ عظیم است».